# Dysschema unxia
Dysschema unxia är en fjärilsart som beskrevs av Druce 1910. Dysschema unxia ingår i släktet Dysschema och familjen björnspinnare. Inga underarter finns listade i Catalogue of Life.